# Die Autos, die Paris auffraßen
Die Autos, die Paris auffraßen (Fernsehtitel: Die Killer-Autos von Paris, Originaltitel: The Cars That Ate Paris) ist ein australischer Horrorfilm aus dem Jahr 1974. Regie führte Peter Weir.

## Inhalt
Der Film spielt im fiktiven australischen Dorf Paris in New South Wales. Die Bewohner dieses Dorfes verwickeln Besucher in Autounfälle, um diese auszurauben. Die Überlebenden der Unfälle werden in Krankenhäuser gebracht und dort einer Lobotomie unterzogen. Im Dorf bauen junge Männer die Autowracks in bizarre Vehikel um, mit denen sie die älteren Bewohner des Dorfes tyrannisieren. Arthur Waldo und sein älterer Bruder George kommen in das Dorf. Dabei ereignet sich ein Unfall, bei dem George getötet wird. Arthur wird im Dorf zwar zunächst freundlich aufgenommen, bemerkt aber bald, dass dort nicht alles mit rechten Dingen zugeht. Als er das Dorf verlassen will, eröffnet man Arthur, dass er einen irreparablen Gehirnschaden erlitten hat, der es ihm unmöglich mache, woanders zu arbeiten. Der Film endet in einem wilden Rennen der umgebauten Fahrzeuge, was schließlich in einem Kampf der Bewohner untereinander ausartet.

## Kritik
„Sanft-makabre Horror-Komödie um die Zerstörung einer Zivilisation, deren scheinbare Ordnung und Idylle nur mühsam die Brüche und Risse unter der Oberfläche verbergen kann.“